# Simon Cowell
Simon Phillip Cowell (n. 7 octombrie 1959) este un producător de televiziune, personalitate de televiziune și antreprenor englez. El este cunoscut în Marea Britanie și Statele Unite pentru rolul său ca judecător la emisiunile de talent cum ar fi: Pop Idol, The X Factor, Britain's Got Talent și American Idol. El este proprietarul casei de discuri și de televiziune Syco.
Ca membru al juriului, Cowell este cunoscut pentru criticile sale contondente și adesea controversate la adresa concurenților și abilitățile lor. El este, de asemenea, cunoscut pentru combinarea activităților atât în industria de televiziune și muzică, a promovat single-uri și albume pentru diverși artiști, printre care personalități de televiziune.